# Хадвигер, Франтишек
Франтишек Хадвигер (словац. František Hadviger; 13 июля 1976, Чехословакия) — словацкий футболист.

## Карьера
Начинал свою карьеру в «Спартаке» из Трнавы. С этой командой Хадвигер становился призером чемпионата Словакии и побеждал в Кубке страны. Помимо «Спартака» выступал за другие коллективы из элитной лиги. В феврале 2002 года защитник уехал из родной страны и присоединился к клубу российского первого дивизиона «Волгарь-Газпром» (Астрахань). С ним он заключил трехлетний контракт на сборах в кипрской Ларнаке. Однако словак провел за астраханцев всего один сезон, сыграв в 11 встречах в первенстве, после чего он покинул их расположение. Завершал свою карьеру футболист в командах низших лиг Словакии и Австрии.

### В сборной
За сборную Словакии Франтишек Хадвигер дебютировал 23 ноября 1999 года в гостевом товарищеском матче против Гватемалы (1:0). В следующем году защитник сыграл за национальную команду еще три встречи, в которых она ни разу не проиграла. В дальнейшем Хадвигер не вызывался в сборную.

## Достижения
- Обладатель Кубка Словакии (1): 1997/98.
- Серебряный призер чемпионата Словакии (2): 1996/97, 1997/98.